# 张太雷
张太雷（1898年6月17日—1927年12月12日），原名张曾让，谱名张孝曾，字泰来，学名张复，自号长铗，后曾改名张椿年、张春木等，江苏常州人，中国共产党早期领导人之一，共产国际代表鲍罗廷的翻译，广州暴動的主要策划者和领导人，在广州暴動中身亡。

## 生平

### 早年
自小家境貧寒，8歲丧父，靠母親帮佣的微薄收入为生。早年就讀於常州府中學堂，1915年考入天津北洋大学法科。1919年积极参加五四运动，发起组织「社会建设会」。1920年6月，张太雷圆满结束了历时4年的大学生涯，以品学兼优的成绩毕业于北洋大学。张太雷在北洋大学毕业后为革命奔走，以至于他此后再未回到天津领取属于他的毕业证书。这张毕业证书现今被完好地保存在天津大学校史档案馆。

### 组建中共
1920年8月赴北京，参加李大钊、张申府组织的共产主义小组。1920年10月，张太雷和鄧中夏等一起加入李大钊发起成立的北京的中国共产党早期组织，成为中国共产党最早的党员之一。此後，他與鄧中夏開展工人運動，到長辛店组建勞動補習學校，培养了中國北方鐵路工人運動的第一批幹部。
之後返回天津，组织天津社会主义青年团。1921年春被派往苏俄伊尔库茨克，任共产国际东方局中国科书记。6月陪同共产国际代表马林和赤色职工国际代表尼克爾斯基来中国，筹备召开中共一大。6月23日，再度被派往俄国，代表中共出席莫斯科共产国际第三次代表大会。并介绍中学老同学、《晨报》驻莫斯科通讯员、东方大学俄文翻译瞿秋白，加入中共。1922年春回国。1923年8月，随蒋中正考察苏联。
1924年任中国社会主义青年团中央书记；1925年春调至广州工作；中共四大、五大当选为中央委员，任湖北省委书记；1927年在八七会议上同陈独秀路线进行斗争，被选为中央临时政治局候补委员，任广东省委书记。

### 廣州事件與暗杀
1927年12月11日领导廣州起义，第二天下午两点多，张太雷与共产国际代表海因茨·诺伊曼乘坐一辆敞篷汽车，在大北门附近遭遇反共的「廣州機器工會」民兵截擊，於車內被擊中三弹身亡。

## 家庭
原配陸靜華（1898～1968年6月23日），1918年結婚，生一子二女：
- 大女儿張西屏（1922年至1968年6月24日）
- 二女儿张西蕾（1922年至2020年2月16日），女婿馮伯華（1911年-1993年11月3日），外孫馮海龍
- 兒子張一陽（1923年12月23日至1942年）

夫人王一知，（1901年-1991年）原为施存统的夫人，后与施离婚，改嫁张太雷，生一子張知春（1927年10月20日至2008年10月5日）